# تکور (هیرمند)
تکور یک روستا در ایران است که در استان سیستان و بلوچستان واقع شده‌است. تکور ۹۷ نفر جمعیت دارد.